# Archibaccharis trichotoma
Archibaccharis trichotoma là một loài thực vật có hoa trong họ Cúc. Loài này lần đầu tiên được G.L. Nesom mô tả chính thức vào năm 2000, dựa trên công trình trước đó của Klatt.